# Klav

Diskantklav (G-klav)

Basklav (F-klav)

Altklav (C-klav)

Neutral klav (slagverksklav), två varianter

En klav (lat. clāvis "nyckel") är en symbol som återfinns i notskrift. Klaven avgör vilka tonhöjder de fem vågräta linjerna representerar, och placeras oftast längst till vänster på varje rad i ett notsystem. Det finns många olika klaver men de två idag vanligast använda är diskantklaven och basklaven. 
- Diskantklav (G-klav på andra linjen) anger att linjen i spiralens mitt (den andra linjen nedifrån) representerar tonen ettstrukna g. Övriga toner ges automatiskt utifrån denna. G-klaven återfinns ibland på första linjen och kallas då fransk violinklav.

- Basklav (F-klav på fjärde linjen) anger att linjen mellan prickarna representerar tonen lilla f, oftast den fjärde linjen nedifrån. F-klaven kan i sällsynta fall även återfinnas på tredje linjen (barytonklav) eller femte linjen (subbasklav).

- C-klav anger läget för ettstrukna c vid symbolens inbuktning och kan återfinnas i fyra olika lägen: på första (sopranklav), andra (mezzosopranklav), tredje (altklav) eller fjärde (tenorklav) linjen. De vanligaste är på tredje linjen (altklav, se bilden) eller fjärde linjen (tenorklav). Sopranklaven och mezzosopranklaven är dock sedan länge undanträngda av G-klaven.

- Neutral klav, även kallad slagverksklav, används för tonlösa instrument såsom slagverk. Den anger inte vilka tonhöjder linjerna representerar, utan tvärtom att noternas placering i notplanet inte anger någon tonhöjd alls.